# 水晶大教堂

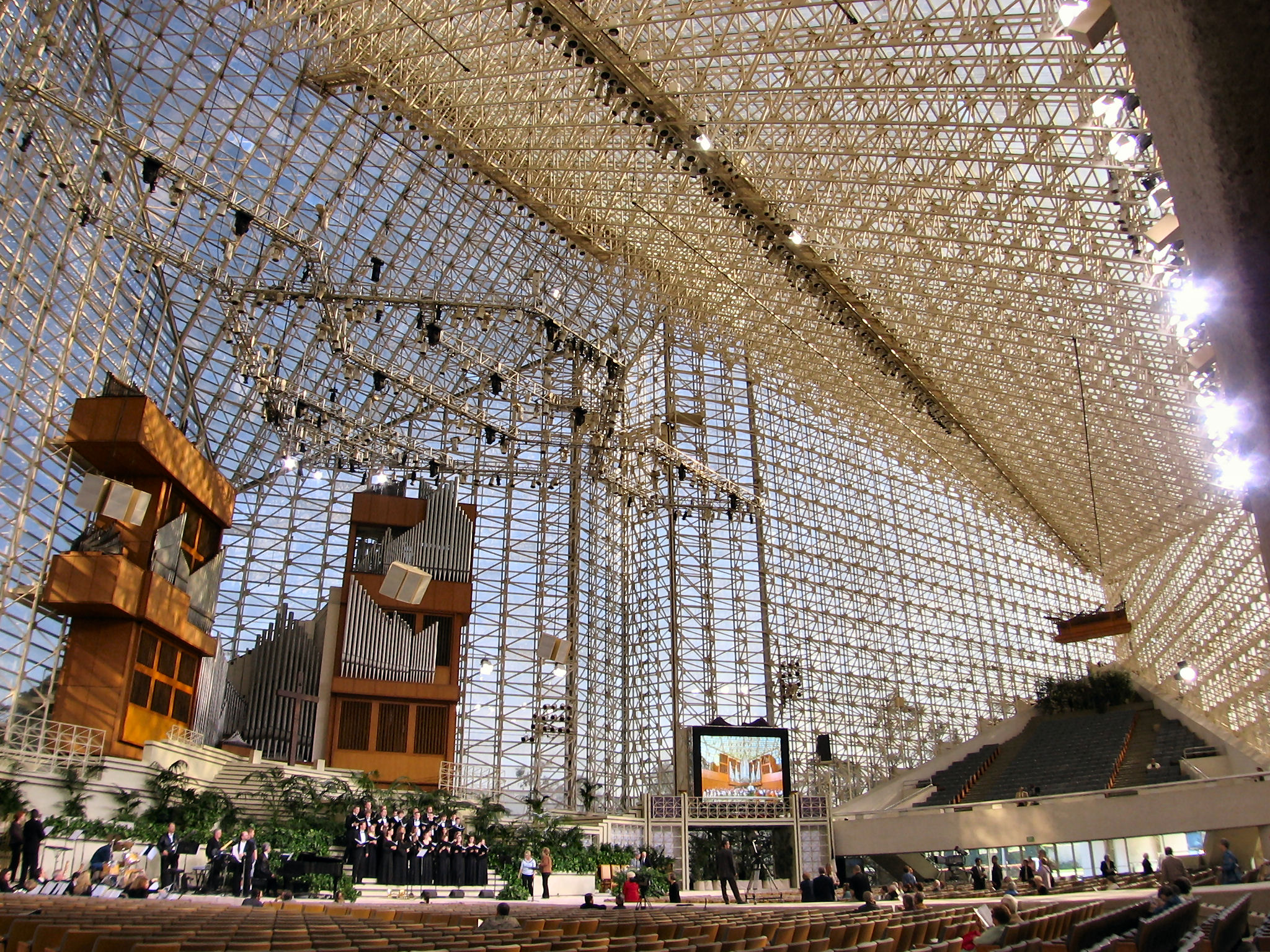
大教堂内部

水晶大教堂（英語：Crystal Cathedral）是一座美国加州的天主教主教座堂，原為新教歸正宗归正会的超级教堂（megachurch），位于橙县的加登格罗夫市。在2012年時該教堂因為破產導致董事會不得不將之賣給天主教橙縣教區，並改名為基督主教座堂（英語：Christ Cathedral），而該教堂也確要作為橙縣教區的主教座堂使用。而原先經營水晶大教堂的「水晶大教堂事工」則改名為「牧人園林教會」（Shepherd's Grove）並搬至橘縣教區的聖卡利斯圖斯天主教堂（英語：St. Callistus Catholic Church），於2018年起與「爾灣區長老教會」聯合崇拜。

## 名稱
在轉賣給天主教會以前，“水晶大教堂”雖就已經用Cathedral為名稱，但并不意味着它是主教座堂，因为美国归正会不设主教，而是由长老治理。不過在天主教橙县教區收購後則計畫將該教堂作為主教座堂使用。

## 建築特色
这座教堂由著名建筑师菲力普·強生设计，可容纳2,736人礼拜，使用了超过1万个矩形玻璃窗格，而且这些窗格是使用硅酮胶水粘在建筑上。这些措施的目的是使建筑物承受8.0级地震，及每小时100英里的强风。
教堂內有一巨大管風琴287個鼓風管，超過1萬6千根風管，其鼓風管及風管數目排名世界第五。
教堂旁邊有一塔狀建築，底層為禱告室，24小時開放。塔頂有52個鐘琴，可作為報時、通報及演奏聖樂之用。
起初羅伯特·舒樂牧師（又譯：蕭律柏）租用露天電影院場地，作為週日白天講道的場所。至今仍在停車場保有喇叭，供在車上聽道的會眾之用。主教堂及輔助教堂都有巨型活動窗門可以開啟，同時向屋內及屋外會眾講道。
教堂庭園及建築物中有各式雕像作品，依據聖經故事或經節雕塑而成，造型生動精美。

## 歷史
1955年美國歸正派牧師羅伯特·舒樂（又譯：蕭律柏）在南加州的橙縣開始他的傳教使命，最初他租用了一間露天電影院為聚會場所。在那他建立了園林社群教會（Garden Grove Community）。這個教會在1961年建立了最早的會堂，之後由於成員的增加及附屬設施的需求使得舒樂牧師打算為教會啟建一間教堂以滿足這些需求。
1975年他與建築師菲利普·強生開始計畫這教堂的建築，1977年開工後在1980年完工，教會遷入後也更名為水晶大教堂事工（英語：Crystal Cathedral Ministries）。

### 媒体节目
大教堂每周播出“權能時間”（"Hour of Power"）节目，起初1970年该节目主要提供当地园林市居民观看教堂舒乐牧师的讲道信息，后来逐渐扩充，向全球156个国家电视台购买播出时间播出一小時的節目，也有电视台把此节目浓缩成30分钟节目，共有130万收视观众。

### 主任牧師
水晶大教堂是由羅伯特·舒樂（又譯：蕭律柏）牧师（Robert H. Schuller）在50多年前创办，他退休之后，他的家庭纠纷导致会友减少。他的儿子羅伯特·安東尼·舒樂（Robert A. Schuller）最初接班，但在2008年卸下主任牧师职务。而教會在2010年起，由老牧师的女儿希拉·舒樂·科爾曼 (Sheila Schuller Coleman)管理大教堂。其後，在2012年她離開教會。2013年，教會的董事會委任羅伯特·舒樂的孫子蕭偉柏牧师（Robert Vernon "Bobby" Schuller）接掌「權能時間」（Hour of Power）。

### 破產危機
水晶大教堂自2009年以来就遭遇财务麻烦。由于寄付金大幅下降，2010年1月水晶大教堂宣布裁减50名工人，出售多余资产，并且取消了“荣耀复活节”活动。
当地其它媒体此前报道，水晶大教堂拖欠小企业及员工750万美元，包括骆驼和其它动物租用费。几家电视广播公司和设备租赁公司也起诉这家教堂欠款不还，据估计教堂总债务高达5500万美元。2010年10月18日正式宣佈申請破產保護。

## 出售
2011年天主教橙縣教區，以5750萬美元收購了水晶大教堂，以作為未來的主教座堂使用，並經橘郡教區的建議由教廷定名為基督主教座堂。現今教堂本身正在橙縣教區的基金會的規畫下進行改建以便於符合主教座堂所需，雖然，預計在2015年完工，但在2016年中尚未完工。
而水晶大教堂事工則與橙縣教區達成協議，租用教區在水晶大教堂父附近的聖卡利斯圖斯天主堂為禮拜儀式所用。而《權能時刻》節目則會在此新地點繼續製片。至於聖卡利斯圖斯天主堂的天主教徒們則改以基督主教座堂為堂區本堂及參與儀式所在，這個交換也如期於2013年6月30日達成。兩個教會也約好會保持良好的合作關係，如在公益事業上的合作等。